# فوفو
الفوفو هو طعام يشبه العجين موجود في مطبخ غرب إفريقيا. بالإضافة إلى غانا،  يوجد أيضًا في سيراليون وغينيا وليبيريا وساحل العاج وبنين وتوغو ونيجيريا والكاميرون وجمهورية الكونغو الديمقراطية وجمهورية إفريقيا الوسطى وجمهورية الكونغو وأنغولا. والجابون. غالبًا ما يتم صنعه بالطريقة التقليدية الغانية والإيفوارية والليبيرية والكوبية لخلط أجزاء متساوية من البفرة المسلوقة مع الموز الأخضر أو كوكويام، أو عن طريق خلط طحين البفرة / الموز أو دقيق الكاكاو بالماء وتقليبها على موقد. ثم يتم تعديل اللزوجة بناءً على التفضيل الشخصي وتناولها مع الحساء الذي يشبه المرق. بعض البلدان، ولا سيما نيجيريا، لديها نسخة من الفوفو مصنوعة من عجينة البفرة المخمرة (تسمى اكبو أو بالاحرف الاتينية akpu من قبل النيجيريين) والتي يتم تناولها مع اليخنات السميكة. قد تحل أنواع الدقيق الأخرى، مثل السميد أو دقيق الذرة أو الموز المهروس، محل دقيق البفرة. يُؤكل الفوفو تقليديًا بالأصابع، ويمكن غمس كرة صغيرة منه في الحساء أو الصلصة المصاحبة له. 